# Svéd költők, írók listája
Ez a lista a svéd nyelven író írókat és költőket tartalmazza.
| Ábécé szerinti tartalomjegyzék                      |
| --------------------------------------------------- |
| A B C D E F G H I J K L M N O P Q R S T U V W X Y Z |

## A
- Björn Afzelius (1947–1999)
- Alfhild Agrell (1849–1923)
- Sigurd Agrell (1881–1937)
- Kennet Ahl
- Olga Olivia Ahl (1868–?)
- Alf Ahlberg (1892–1979)
- Lars Ahlin (1915–1997)
- Johan Ahlsten (1893–1981)
- Alexander Ahndoril (1967–)
- Astrid Ahnfelt (1876–1962)
- David Ahlqvist (1900–1988)
- Marianne Ahrne (1940–)
- Maria Alander
- Sven Alfons (1918–1996)
- Hans Alfredson (1931–2017)
- Inger Alfvén (1940–2022)
- Brynolf Algottson (1240–1317)
- Magnus Alkarp (1959–)
- Ove Allansson (1932–2016)

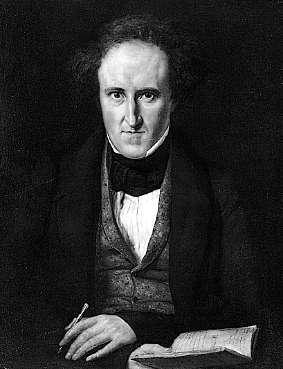
Carl Jonas Love Almqvist (1793–1866)

- Carl Jonas Love Almqvist (1793–1866)
- Gertrud Almqvist-Brogren (1875–1954)
- Fanny Alving (1874–1955)
- Karin Alvtegen (1965–)
- Elin Ameen (1852–1913)
- Bengt Anderberg (1920–2008)
- Åsa Anderberg Strollo (1973–)
- Håkan Anderson (1945–)
- Claes Andersson (1937–2019)
- Dan Andersson (1888–1920)
- Gunder Andersson (1943–)
- Lars Andersson (1954–)
- Lena Andersson (1970–)
- Hilma Angered Strandberg (1855–1927)
- Gerda Antti (1929–)
- Johannes Anyuru (1979–)
- Lars Ardelius (1926–2012)
- Jan Arnald (1963–)
- Sivar Arnér (1909–1997)
- Elisabeth Aronson (1888–1973)
- Stina Aronson (1892–1956)
- Klas Pontus Arnoldson  (1844–1916), Nobel-békedíjas
- Tomas Arvidsson (1941–)
- Erik Asklund (1908–1980)
- Werner Aspenström (1918–1997)
- Per Daniel Amadeus Atterbom (1790–1855)
- Tage Aurell (1895–1976)
- Majgull Axelsson (1947–)

## B
- Fredrik Backman (1981–)

- Bo Balderson (írói álnév)

- Carl Michael Bellman (1740–1795)
- Victoria Benedictsson (1850–1888)
- Emma Bendz (1858–1927)

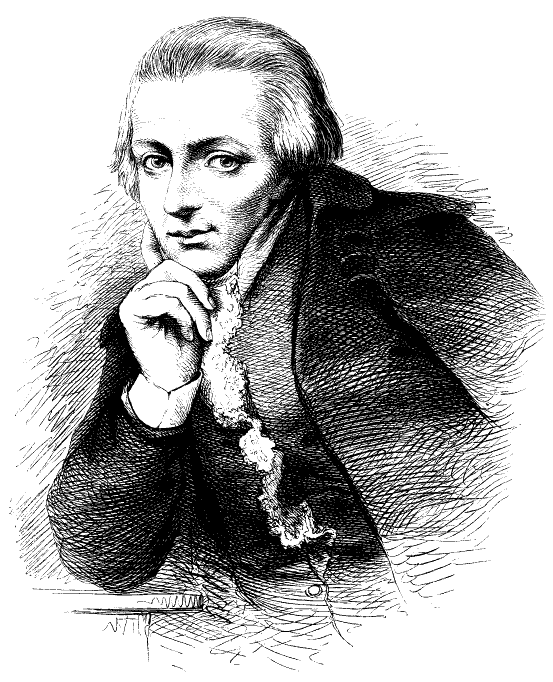
Carl Michael Bellman (1740–1795)

Fredrika Bremer (1801–1865)

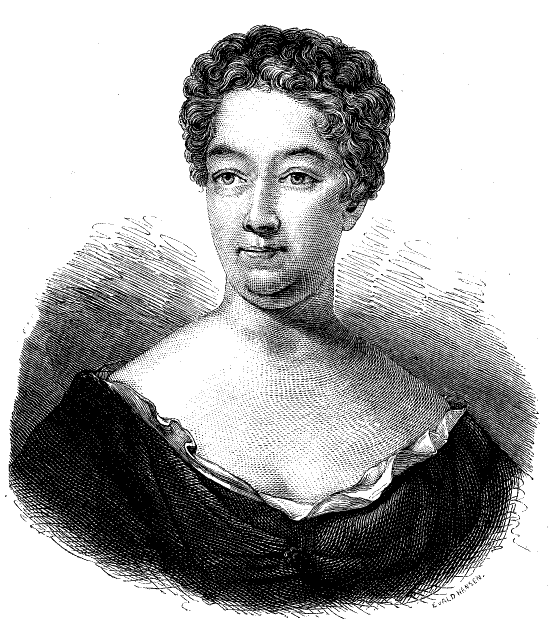
Sophia Elisabet Brenner (1659–1730)

- Frans Gunnar Bengtsson (1894–1954)
- Bengt Berg (1946–)
- Skogekär Bergbo (írói álnév a 17. századból)
- Rolf Berge (Lennart Forssberg írói álneve)
- Henning Berger (1872–1924)
- Tobias Berggren (1940–2020)
- Jan Berglin (1960–)
- Bo Bergman (1869–1967)
- Hjalmar Bergman (1883–1931)
- Ingmar Bergman (1918–2007)
- Gunilla Bergström (1942–2021)
- Magda Bergquist (1899–1976)
- Elsa Beskow (1874–1953)
- Natanael Beskow (1865–1953)
- Eugenie Beskow-Heerberger (1867–1955)
- David Julius Billengren (1802–1862)
- Selma Billström (1843–1926)
- Marcus Birro (1972–)
- Peter Birro (1966–)
- Ulla Bjerne-Biaudet (1890–1969)
- Ragnar Bjersby (1920–1998)
- Amalia Björck (1880–1969)
- Anna Björkman (1888–1959)
- Gunnar Björling (1887–1960)
- August Blanche (1811–1868)
- Erik Blomberg (1894–1965)
- Harry Blomberg (1893–1950)
- Elsa Blomqvist (1896–1977)
- Gunnar Blå (írói álnév)
- Lars Gunnar Bodin (1935–2021)
- Gerda Boëthius (1890–1961)
- August Bondeson (1854–1906)
- Hilma Borelius (1869–1932)
- Heidi von Born (1936–2018)
- Anna Bornstein (1943–)
- Karin Boye (1900–1941)
- Elin Brandell (1882–1963)
- Anna Branting (1855–1950)
- Ingrid Bredberg (1926–2005)
- Fredrika Bremer (1801–1865)
- Arvid Brenner (1907–1975)
- Sophia Elisabet Brenner (1659–1730)
- Svéd Szent Brigitta (1303–1373)
- Irja Browallius (1901–1968)
- Anna-Lena Brundin (1969–)
- Ernst Brunner (1950–)
- Annika Bryn (1945–)
- Malvina Bråkenhielm (1853–1928)
- Maj Bylock (1931–2019)
- Trygve Bång (1939–)
- Albert Ulrik Bååth (1853–1912)
- Cecilia Bååth-Holmberg (1857–1920)
- Edvard Bäckström (1841–1886)
- Lars Bäckström (1925–2006)
- Carl Wilhelm Böttiger (1807–1878)

## C
- Rosa Carlén (1836–1883)
- Bo Carpelan (1926–2011)
- Fredrik Cederborgh (1784–1835)
- Anna Cederlund (1884–1910)
- Olof Celsius (1716–1794)
- Walentin Chorell (1912–1983)
- Stig Claesson (1928–2008)
- Tito Colliander (1904–1989)
- Samuel Columbus (1642–1679)
- Sigrid Combüchen (1942–)
- Ivar Conradson (1884–1968)
- Gustaf Filip Creutz (1731–1785)

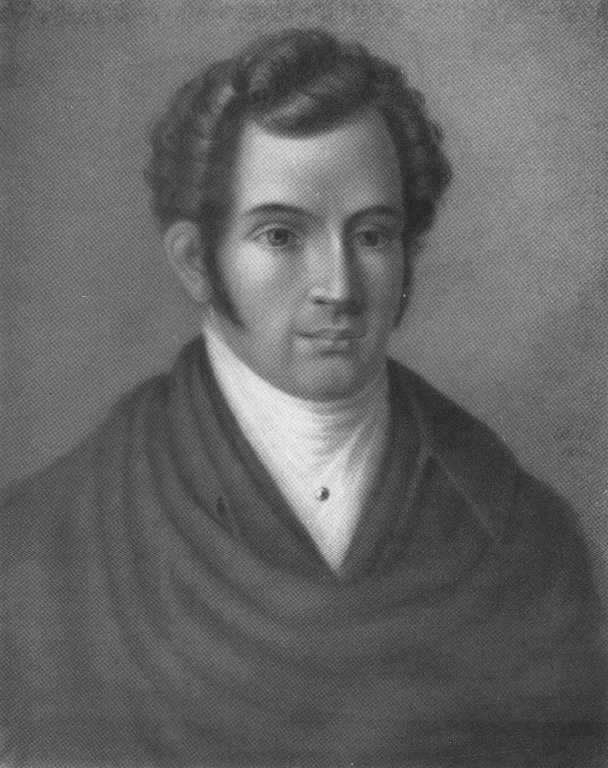
Magnus Jacob von Crusenstolpe (1795–1865)

- Magnus Jacob von Crusenstolpe (1795–1865)

## D
- Petrus de Dacia (1230–1289)
- Stig Dagerman (1923–1954)
- Arne Dahl (Jan Arnald)
- Karl Fredrik Dahlgren (1791–1844)
- Gunno Dahlstierna (1661–1709)
- Magnus Dahlström (1963–)
- Sture Dahlström (1922–2001)
- Olof von Dalin (1708–1763)
- Kata Dalström (1858–1923)
- Tage Danielsson (1928–1985)
- Ramona Danlén (1956–)
- Sven Delblanc (1931–1992)
- Hans Dhejne (1891–1986)
- Walter Dickson (1916–1990)
- Ernst Didring (1868–1931)
- Elmer Diktonius (1896–1961)
- Jörn Donner (1933–2020)
- Lise Drougge (1919–)
- Unni Drougge (1956–)
- Anna Dunér (1967–)
- Maria Durling (1867–1950)
- Ulf Durling (1940–)

## E
- Inger Edelfeldt (1956–)
- Johannes Edfelt (1904–1997)
- Dagmar Edqvist (1903–2000)
- Åke Edwardson (1953–)
- Ylva Eggehorn (1950–)
- Torsten Ehrenmark (1919–1985)
- Carl August Ehrensvärd (1745–1800)
- Curt Eiberling (1927–2004)
- Johan Ekeblad (1629–1696)
- Vilhelm Ekelund (1880–1949)
- Gunnar Ekelöf (1907–1968)
- Carl-Göran Ekerwald (1923–)
- Kerstin Ekman (1933–)
- Ulf Ekman (1950–)
- Margareta Ekström (1930–2021)
- Tomas Ekström (1969–)
- Moa Elf Karlén (1979–)
- Sara Bergmark Elfgren (1980–)
- Pehr Enbom (1759–1810)
- Rabbe Enckell (1903–1974)
- Hjalmar Eneroth (1869–1964)
- Olof Eneroth (1825–1881)
- Carl Emil Englund (1903–1964)
- Albert Engström (1869–1940)
- Clas Engström (1927–2017)
- Per Olov Enquist (1934–2020)
- Per Vilhelm Enström (1875–1943)
- Gustaf Rune Eriks (1918–1999)
- Erik Eriksson (1937–2021)
- Eva Eriksson (1949–)
- Ing-Marie Eriksson (1932–)
- Kjell Eriksson (1953–)
- Ulf Eriksson (1958–)
- Kjell Espmark (1930–2022)
- Per Gunnar Evander (1933–2022)

## F
- Sven Fagerberg (1918–2006)
- Monika Fagerholm (1961–)
- Öyvind Fahlström (1928–1976)
- Nils Ferlin (1898–1961)
- Kristofer Flensmarck (1976–)
- Emilie Flygare-Carlén (1807–1892)
- Torbjörn Flygt (1964–)
- Svante Foerster (1931–1980)
- Per Anders Fogelström (1917–1998)
- Lars Fornelius (1606–1673)
- Lars Forssell (1928–2007)
- Tua Forsström (1947–)
- Frans Michael Franzén (1772–1847)
- Lars-Olof Franzén (1936–2009)
- Nils-Olof Franzén (1916–1997)
- Gunnar Fredriksson (1930–)
- Marianne Fredriksson (1927–2007)
- Jacob Frese (1690–1729)
- Johan Anders Frese
- Lennart Frick (1939–)
- Jan Fridegård (1897–1968)
- Inger Frimansson (1944–)
- Peter From
- Katarina Frostenson (1953–)

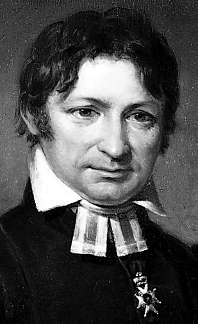
Frans Michael Franzén (1772–1847)

- Gustaf Fröding (1860–1911)
- Rickard Fuchs
- Eric Fylkeson (1950–)

## G
- Måns Gahrton (1961–)
- Jonas Gardell (1963–)
- Erik Gustaf Geijer (1783–1847)
- Margit Geijer (1910–1997)
- Gustaf af Geijerstam (1858–1909)
- Claude Gérard (1821–1908)
- Karl Gerhard(wd) (1891–1964)
- Karl Ragnar Gierow (1904–1982)
- Elsa Grave (1918–2003)
- Camilla Grebe (1968–)
- Göran Greider (1959–)
- Camilla Gripe (1947–)
- Maria Gripe (1923–2007)
- Bertel Gripenberg (1878–1947)
- Helmer Grundström (1904–1986)
- Jan Guillou (1944–)
- Hjalmar Gullberg (1898–1961)

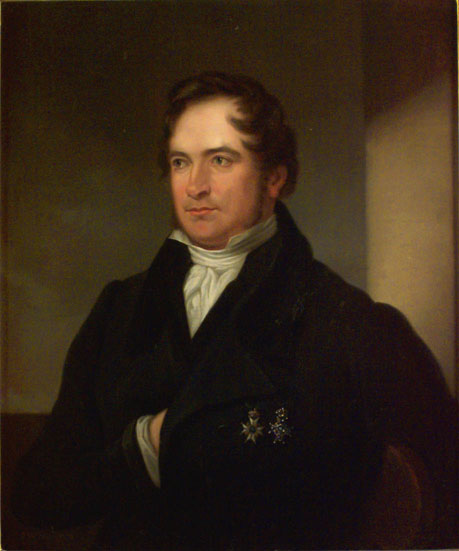
Erik Gustaf Geijer (1783–1847)

- Gustaf Wilhelm Gumaelius (1789–1877)
- Stefan Gurt (1955–)
- Bosse Gustafson (1924–1984)
- Lars Gustafsson (1936–2016)
- Bo Gustavsson (1946–)
- Carl Gyllenborg (1679–1746)
- Gustaf Fredrik Gyllenborg (1731–1808)
- Ulf Gyllenhak (1958–)
- Lars Gyllensten (1921–2006)
- Lisa Gålmark
- Kjerstin Göransson-Ljungman (1901–1971)

## H
- Per Hagman (1968–)
- Lin Hallberg (1956–)
- Mila Hallman (1863–1934)
- Britt G. Hallqvist (1914–1997)
- Per Hallström (1866–1960)
- Alf Hambe (1931–2022)
- Stefan Hammarén (1966–)
- Sten Hanson (1936–2013)
- Bob Hansson (1970–)
- Ola Hansson (1860–1925)
- Karin Hartman (1913–2007)
- Olov Hartman (1906–1982)
- Nils Hasselskog (1892–1936)
- Olle Hedberg (1899–1974)
- Tor Hedberg (1862–1931)
- Samuel Johan Hedborn (1783–1849)
- Maria Hede (1967–)

Ola Hansson (1860–1925)

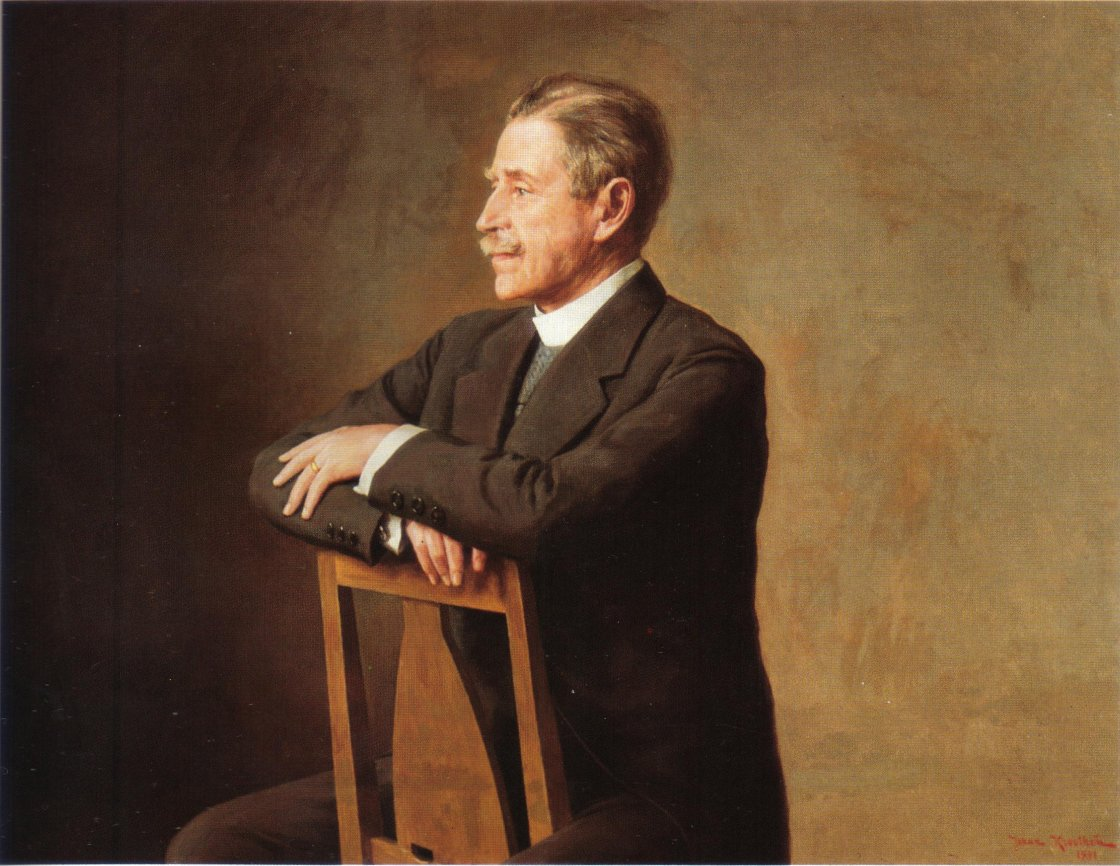
Verner von Heidenstam (1859–1940)

- Gustav Hedenvind-Eriksson (1880–1967)
- Svante Hedin (1928–2011)
- Sven Hedin (1865–1952)
- Magnus Hedlund (1942–)
- Verner von Heidenstam (1859–1940), Irodalmi Nobel-díj (1916)
- Björn Hellberg (1944–)
- Eira Hellberg (1884–1969)
- Gertrud Hellbrand (1974–)
- Frank Heller (1886–1947)
- Lennart Hellsing (1919–2015)
- Börge Hellström (1957–2017)
- Gustaf Hellström (1882–1953)
- Jarl Hemmer (1893–1944)
- Alf Henrikson (1905–1995)
- Hans Hergin (1910–1988)
- Marie Hermanson (1956–)
- C.-H. Hermansson (1917–2016)
- Lars Hesslind (1935–2010)
- Rut Hillarp (1914–2003)
- Ella Hillbäck (1915–1979)
- Johan Hilton (1977–)
- Kristina Hjertén von Gedda (1939–)
- Michael Hjorth (1963–)
- Åke Hodell (1919–2000)
- Yvonne Hoffman (1941–)
- Åke Holmberg (1907–1991)
- Hans Holmér (1930–2002)
- Sverre Holmsen (1906–1992)
- Leif Holmstrand (1972–)
- Claes Holmström (1966–)
- Israel Holmström (1661–1708)
- Agneta Horn (1629–1672)
- Claes Hylinger (1943–)
- Björn Håkanson (1937–2022)
- Göran Hägg (1947–2015)
- Olof Högberg (1855–1932)
- Ida Högstedt (1868–1924)
- Josef Högstedt (1897–1986)
- Olle Högstrand (1933–1994)
- Björn-Erik Höijer (1907–1996)

## I
- Börje Isaksson (1939–)
- Folke Isaksson (1927–2013)
- Ulla Isaksson (1916–2000)
- Faruk İremet (1965–)

## J
- Staffan Jacobson (1948–)
- Anders Jacobsson (1963–)
- Gustaf Janson (1866–1913)
- Robert Janson (1948–)
- Tove Jansson (1914–2001)
- Marianne Jeffmar (1935–)
- Emil Jensen (1974–)
- P.C. Jersild (1935–)
- Klara Johanson (1875–1948)
- Anna Johansson (1980–)
- Astrid Johansson (1925–2000)
- Elsie Johansson (1931–2025)
- George Johansson (1946–)
- Majken Johansson (1930–1993)
- Bengt Emil Johnson (1936–2010)

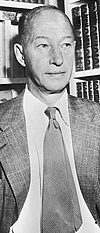
Eyvind Johnson (1900–1976)

- Eyvind Johnson (1900–1976), Irodalmi Nobel-díj (1974)
- Jonas Jonasson (1961–)
- Thorsten Jonsson (1910–1950)
- Per Jorner (1974–)
- Erland Josephson (1923–2012)
- Ernst Josephson (1851–1906)
- Karin Juel (1900–1976)
- Björn Julén (1927-2009)
- Mari Jungstedt (1962-)
- Ann Jäderlund (1955–)
- Ragnar Jändel (1895–1939)
- Liza Järnberg
- Harry Järv (1921–2009)
- Gabriel Jönsson (1892–1984)
- Reidar Jönsson (1944–)

## K
- Mons Kallentoft (1968–)
- Theodor Kallifatides (1938–)
- Mare Kandre (1962–2005)

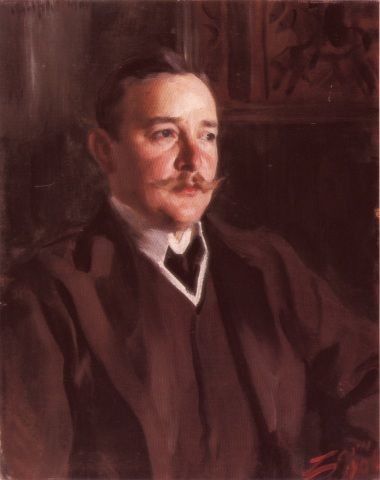
Erik Axel Karlfeldt (1864–1931)

- Erik Axel Karlfeldt (1864–1931), Irodalmi Nobel-díj (1931)
- Ola Karlman
- Otto Karl-Oskarsson (1915–2000)
- Ylva Karlsson (1978–)
- Johan Henric Kellgren (1751–1795)
- Amanda Kerfstedt (1835–1920)
- Sandro Key-Åberg (1922–1991)
- Jonas Hassen Khemiri (1978–)
- Peter Kihlgård (1954–)
- Josef Kjellgren (1907–1948)
- Emil Kléen (1868–1898)
- Agneta Klingspor (1946–2022)
- Bengt af Klintberg (1938–)
- Sophie von Knorring (1797–1848)
- Martin Koch (1882–1940)
- Israel Kolmodin (1643–1709)
- Solja Krapu (1960–)
- Niklas Krog (1965–)
- Agnes von Krusenstjerna (1894–1940)
- Maria Küchen (1961–)
- Willy Kyrklund (1921–2009)

## L
- David Lagercrantz (1962–)
- Olof Lagercrantz (1911–2002)
- Rose Lagercrantz (1947–)

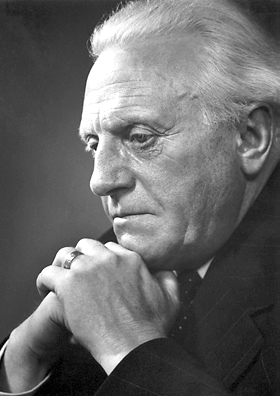
Pär Fabian Lagerkvist (1891–1974)

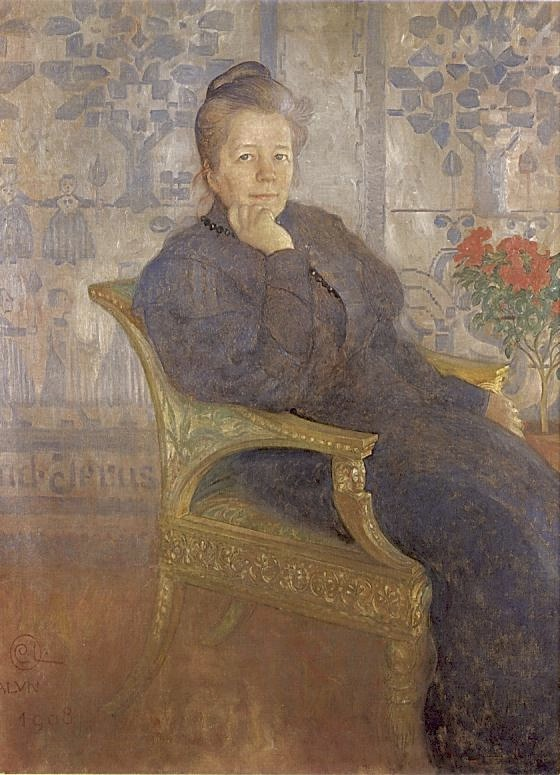
Selma Lagerlöf (1858–1940)

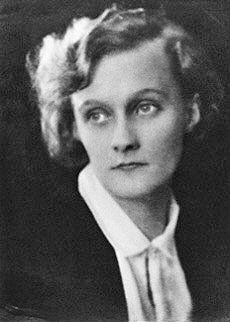
Astrid Lindgren (1907–2002)

- Pär Fabian Lagerkvist (1891–1974), Irodalmi Nobel-díj (1951)
- Selma Lagerlöf (1858–1940), Irodalmi Nobel-díj (1909)
- Dagmar Lange (Maria Lang) (1914–1991)
- Valdemar Langlet (1872–1960)
- Ola Larsmo (1957–)
- Gustaf Larsson (1893–1985)
- Stieg Larsson (1954–2004)
- Stig Larsson (1955–)
- Åsa Larsson (1966–)
- Mia Leche Löfgren (1878–1966)
- Mara Lee (1973–)
- Anne Charlotte Leffler (1849–1892)
- Anna Maria Lenngren (1754–1817)
- Carl Gustaf af Leopold (1756–1829)
- Oscar Levertin (1862–1906)
- Hans Lidman (1910–1976)
- Sara Lidman (1923–2004)
- Sven Lidman (1882–1960)
- Bengt Lidner (1757–1793)
- Axel Liffner (1919–1994)
- Gertrud Lilja (1887–1984)
- Margareta Lindberg (1945–)
- Dénis Lindbohm (1927–2005)
- Ebbe Linde (1897–1991)
- Gunnel Linde (1924–2014)
- Erik Lindegren (1910–1968)
- Gurli Lindén (1940–)
- Bengt Linder (1929–1985)
- Mats Dannewitz Linder (1945–)
- Åsa Linderborg (1968–)
- Helmer Linderholm (1916–1982)
- Astrid Lindgren (1907–2002)
- Barbro Lindgren (1937–)
- Torgny Lindgren (1938–2017)
- Wilma Lindhé (1838–1922)
- Erik Lindorm (1889–1941)
- Håkan Lindquist (1958–2022)
- Ebba Lindqvist (1908–1995)
- John Ajvide Lindqvist (1968–)
- Sven Lindqvist (1932–2019)
- Lasse Lindroth (1972–1999)
- Fredrik Lindström (1963–)
- Sigfrid Lindström (1892–1950)
- Jonas Carl Linnerhielm (1758–1829)
- Clas Livijn (1781–1844)
- Arnold Ljungdal (1901–1968)
- Walter Ljungquist (1900–1974)
- Aurora Ljungstedt (1821–1908)
- Ivar Lo-Johansson (1901–1990)
- Helena Looft (1961–)
- Martina Lowden (1983–)
- Sture Lönnerstrand (1919–1999)
- Lasse Lucidor (1638–1674)
- Kristina Lugn (1948–2020)
- Theo Lundberg
- Axel Lundegård (1861–1930)
- Ulf Lundell (1949–)
- Arne Lundgren (1925–2011)
- Egron Lundgren (1815–1875)
- Max Lundgren (1937–2005)
- Artur Lundkvist (1906–1991)
- Joakim Lundqvist
- Sam J. Lundwall (1941–)
- Mikael Lybeck (1864–1925)
- Gustaf Adolf Lysholm (1909–1989)
- Alice Lyttkens (1897–1991)
- Camilla Läckberg (1974–)
- Viveca Lärn (1944–)
- Lars Löfgren (1935–)
- Harriet Löwenhjelm (1887–1918)

## M
- Johannes Magnus (1488–1544)
- Olaus Magnus (1490–1557)
- Berta Magnusson (1928–2021)
- Eva B. Magnusson (1938–2022)
- Bertil Malmberg (1889–1958)
- Bodil Malmsten (1944–2016)

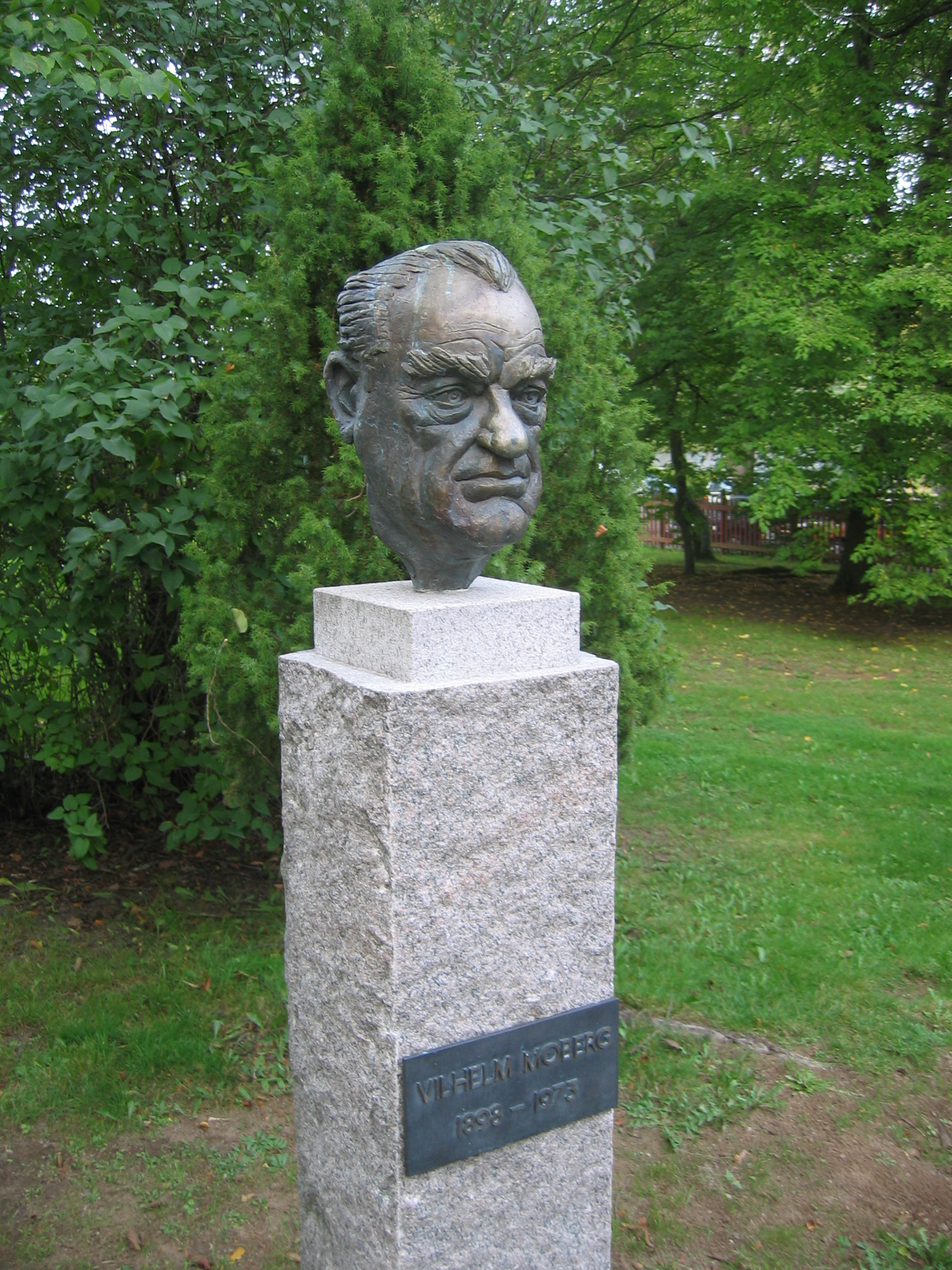
Vilhelm Moberg (1898–1973)

- Bernhard Elis Malmström (1816–1865)
- Henning Mankell (1948–2015)
- Carin Mannheimer (1934–2014)
- Liza Marklund (1962–)
- Harry Martinson (1904–1978), Irodalmi Nobel-díj (1974)
- Moa Martinson (1890–1964)
- Katarina Mazetti (1944–)
- Merete Mazzarella (1945–)
- Dan Mellin (1945–)
- Johannes Messenius (1579–1636)
- Erik Mesterton (1903–2004)
- Vilhelm Moberg (1898–1973)
- Lars Molin (1942–1999)
- Pelle Molin (1864–1896)
- Szilvia Molnar (1984–)
- Lukas Moodysson (1969–)
- Anders de la Motte (1971–)
- Jan Myrdal (1927–2020)
- Jan Mårtenson (1933–)
- Jan Mårtenson (1944–)
- Jacob Henrik Mörk (1714–1763)
- Arvid Mörne (1876–1946)

## N
- Eva Neander (1921–1950)
- Ture Nerman (1886–1969)
- Håkan Nesser (1950–)
- Anders Nicander (1707–1781)
- Karl August Nicander (1799–1839)
- Mikael Niemi (1959–)
- Peter Nilson (1937–1998)
- Ruben Nilson (1893–1971)
- Frippe Nilsson (1973–)
- Jennifer Nilsson (1984–)
- Johanna Nilsson (1973–)
- Per Nilsson (1954–)
- Tore Nilsson (1919–1998)
- Fritiof Nilsson Piraten (1895–1972)
- Peter Nisser (1919–1999)
- Alfred Bernard Nobel (1833–1896)
- Emily Nonnen (1812–1905)
- Johan Nordbeck (1957–)
- Hedvig Charlotta Nordenflycht (1718–1763)
- Karl Rune Nordkvist (1920–1997)
- Sven Nordqvist (1946–)
- Ludvig Nordström (1882–1942)
- Kjerstin Norén (1945–)
- Lars Norén (1944–2021)[1]
- Birger Norman (1914–1995)
- Jac Norrby (1860–1946)
- Julia Nyberg (1784–1854)
- Mikael Nyberg (1953–)

## O
- Kristina Ohlsson (1979–)
- Ivan Oljelund (1892–1978)
- Rune Pär Olofsson (1926–2018)
- Tommy Olofsson (1950–)
- Albert Olsson (1904–1994)
- August Olsson (1844–1917)
- Gits Olsson (1925–1985)
- Hagar Olsson (1893–1978)
- Hanna Olsson
- Jan Olof Olsson (1920–1974)
- Sören Olsson (1964–)
- Mohamed Omar (1976-–)
- Vladimir Oravsky (1947–)
- K.G. Ossiannilsson (1875–1970)
- Gösta Oswald (1926–1950)
- Magnus Ottelid (1948–)

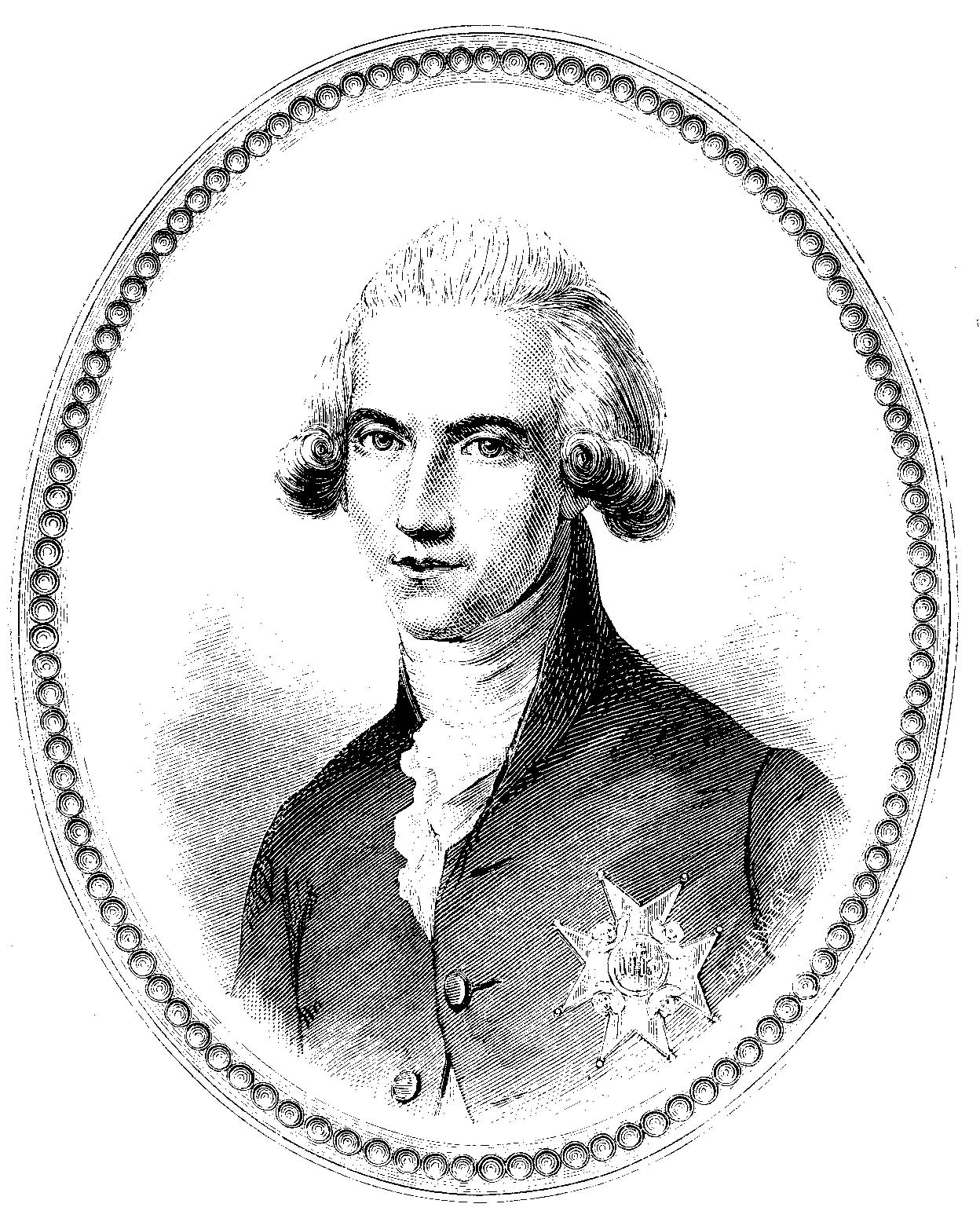
Johan Gabriel Oxenstierna (1750–1818)

- Johan Gabriel Oxenstierna (1750–1818)

## P
- Anna-Karin Palm (1961–)
- Göran Palm (1931–2016)
- Henrik Bernhard Palmær (1801–1854)
- Reidar Palmgren (1966–)
- Roland Palmquist
- Ralf Parland (1914–1995)
- Nils Parling (1914–2002)
- Christer Persson (1943–)
- Malte Persson (1976–)
- Örjan Persson (1942–)
- Hans Peterson (1922–2022)
- Lewi Pethrus (1884–1974)
- Olaus Petri (1493–1552)
- Bertil Pettersson (1932–)
- Gunnar Pettersson (1951–)
- Agneta Pleijel (1940–)
- Bengt Pohjanen (1944–)
- Peter Pohl (1940–)
- Iso Porovic (1965–)
- Eric von Post (1899–1990)
- Göran Printz-Påhlson (1931–2006)

## R
- Bunny Ragnerstam (1944–)
- Povel Ramel (1922–2007)
- Björn Ranelid (1949–)
- Ludvig Rasmusson (1936–)
- Jenny Rogneby (1974–)
- Sven Rosendahl (1913–1990)
- Hans Rosenfeldt (1964–)
- Gustaf Rosenhane (1619–1684)
- Schering Rosenhane (1609–1663)
- Joanna Rubin Dranger (1970–)
- Fredrika Charlotta Runeberg (1807–1879)
- Johan Ludvig Runeberg (1804–1877)
- Björn Runeborg (1937–2021)
- Johan Runius (1679–1713)
- Carina Rydberg (1962–)
- Viktor Rydberg (1828–1895)
- Mads Rydman (1930–1991)
- Matts Rying (1919–)
- Elisabeth Rynell (1954–)
- Mikael Rysten
- Niklas Rådström (1953–)
- Pär Rådström (1925–1963)
- Hans Gustaf Rålamb (1716–1790)

## S
- Sven Edvin Salje (1914–1998)
- Sally Salminen (1906–1976)
- Kurt Salomonson (1929–2024)
- Arne Sand (1927–1963)
- Inger Sandberg (1930–)
- Lasse Sandberg (1924–2008)
- Ulrika Sandberg
- Maria Sandel (1870–1927)
- Håkan Sandell (1962–)
- Mårten Sandén (1962–)
- Salka Sandén
- Gunnar Sandgren (1929–2016)
- Gustav Sandgren (1904–1983)
- Irmelin Sandman Lilius (1936–)
- Emelie Schepp (1979–)
- Göran Schildt (1917–2009)
- Runar Schildt (1888–1925)
- Solveig von Schoultz (1907–1996)
- Alex Schulman (1976–)
- Ninni Schulman (1972–)
- Bertil Schütt (1909–1983)
- Roland Schütt (1913–2005)
- Elias Sehlstedt (1808–1874)
- Steve Sem-Sandberg (1958–)
- Eugen Semitjov (1923–1987)
- B.M. Sendlinger (1981–)
- Bo Setterlind (1923–1991)

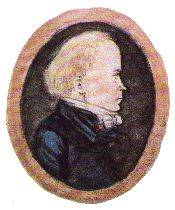
Erik Johan Stagnelius (1793–1823)

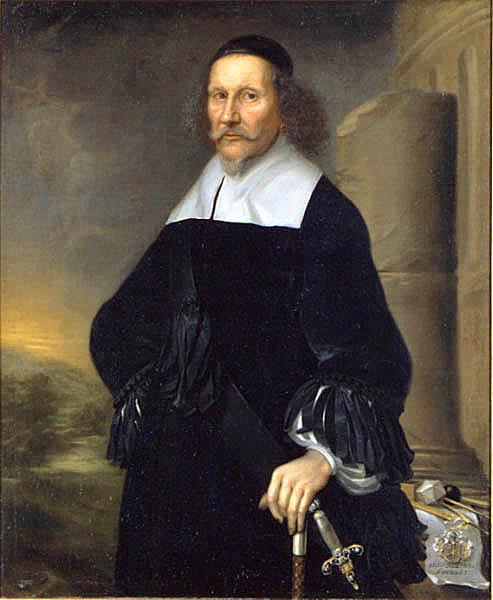
Georg Stiernhielm (1598–1672)

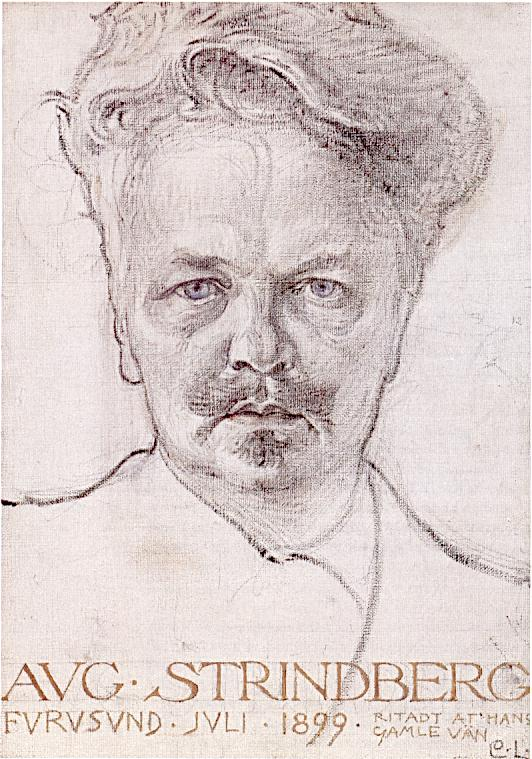
August Strindberg (1849–1912)

- Gunnar Mascoll Silfverstolpe (1893–1942)
- Tomas Simonsson (Biskop Tomas) (1380–1443)
- Ulf Sindt (1954–)
- Sigfrid Siwertz (1882–1970)
- Birger Sjöberg (1885–1929)
- Stig Sjödin (1917–1993)
- Peder Sjögren (1905–1966)
- Vilgot Sjöman (1924–2006)
- Ingrid Sjöstrand (1922–2020)
- Östen Sjöstrand (1925–2006)
- Maj Sjöwall (1935–2020)
- Karin Smirnoff (1880–1973)
- Carl Snoilsky (1841–1903)
- Göran Sonnevi (1939–)
- Haquin Spegel (1645–1714)
- Berit Spong (1895–1970)
- Erik Johan Stagnelius(wd) (1793–1823)
- Carl Georg Starbäck(wd) (1828–1885)
- Viveka Starfelt(wd) (1906–1976)
- Ulf Stark (1944–2017)
- Yrsa Stenius (1945–2018)
- Josef Stenlund(wd) (1915–2001)
- Sofia Stenström(wd) (1978–)
- Georg Stiernhielm (1598–1672)
- Marika Stiernstedt(wd) (1875–1954)
- Oscar Stjerne(wd) (1873–1917)
- Peter Stjernström(wd) (1960–)
- Sven Stolpe(wd) (1905–1996)
- Lina Stoltz(wd) (1974–)
- Mats Strandberg(wd) (1976–)
- August Strindberg (1849–1912)
- Eva Ström(wd) (1947–)
- Fredrik Ström (1880–1948)
- Lasse Strömstedt(wd) (1935–2009)
- Margareta Strömstedt(wd) (1931–2023)
- Wilhelmina Stålberg(wd) (1803–1872)
- Per Olof Sundman(wd) (1922–1992)
- Gun-Britt Sundström(wd) (1945–)
- Olov Svedelid(wd) (1932–2008)
- Julia Svedelius (wd) (1870–1955)
- Sven Christer Swahn(wd) (1933–2005)
- Jesper Swedberg(wd) (1653–1735)
- Emanuel Swedenborg (1688–1772)
- Alexander Söderberg(wd) (1970–)
- Hjalmar Söderberg (1869–1941)
- Bengt Söderbergh(wd) (1925–2019)
- Edith Södergran (1892–1923)
- Margit Söderholm(wd) (1905–1986)
- Py Sörman(wd) (1897–1947)

## T
- Gellert Tamas (1963–)
- Henrik Tamm (1972–)
- Evert Taube (1890–1976)
- Jacob Tegengren (1875–1956)

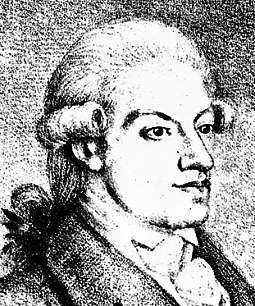
Thomas Thorild (1759–1808)

- Esaias Tegnér (1782–1846)
- Birgit Tengroth (1915–1983)
- Nikanor Teratologen (1964–)
- Johan Theorin (1963–)
- Annika Thor (1950–)
- Fritz Thorén (1899–1950)
- Thomas Thorild (1759–1808)
- Kerstin Thorvall (1925–2010)
- Ragnar Thoursie (1919–2010)
- Johanna Thydell (1980–)
- Henrik Tikkanen (1924–1984)
- Märta Tikkanen (1935–)
- Herbert Tingsten (1896–1973)
- Zacharias Topelius (1818–1898)
- Bertil Torekull (1931–)
- Ole Torvalds (1916–1995)
- Anna Toss (1962–)
- Tomas Tranströmer (1931–2015) , Irodalmi Nobel-díj (2011)
- Laura Trenter (1961–)
- Stieg Trenter (1914–1967)
- Ulla Trenter (1936–2019)
- Aino Trosell (1949–)
- Birgitta Trotzig (1929–2011)
- Åsa Träff (1970–)
- Göran Tunström (1937–2000)
- Helene Tursten (1954–)
- Adolf Törneros (1794–1839)

## U
- Gustaf Ullman (1881–1945)
- Ingemar Unge (1944–)
- Edith Unnerstad (1900–1982)
- Aivva Uppström (1881–1971)

## V
- Carl-Johan Vallgren (1964–)
- Gunnel Vallquist (1918–2016)
- Karl Vennberg (1910–1995)
- Fredrik Vetterlund (1865–1960)
- Albert Viksten (1889–1969)
- Birger Vikström (1921–1958)
- Cornelis Vreeswijk (1937–1987)
- Astrid Väring (1892–1978)
- Rudolf Värnlund (1900–1945)

## W
- Ian Wachtmeister (1932–2017)
- Anastasia Wahl (írói álnév) (?)
- Mats Wahl (1945–)
- Ingvar Wahlén (1925–1989)
- Gunnar Wahlström (1903–1983)
- Per Wahlöö (1926–1975)
- Bengt Wall (1916–1998)
- Jacob Wallenberg (1956–)
- Axel Wallengren (1865–1896)
- Johan Olof Wallin (1779–1839)
- Ylva Wallin (?)
- Åke Wassing (1919–1972)
- Gunnar Wennerberg (1817–1901)
- Pigge Werkelin (1961–)
- Jacques Werup (1945–2016)
- Kjell Westö (1961–)
- Carl Anton Wetterbergh (1804–1889)
- Lars Widding (1924–1994)
- Anna Greta Wide (1920–1965)
- Siv Widerberg (1931–2020)
- Martin Widmark (1961–)
- Ulrika Widström (1764–1841)
- Mikael Wiehe (1946–)
- Carl-Henning Wijkmark (1934–2020)
- Maria Wine (1912–2003)
- Tekla Winge (1863–1934)
- Herta Wirén (1899–1991)
- Jana Witthed (1948–)
- Lars Wivallius (1605–1669)
- Thomas Wulff (1953–)
- Elin Wägner (1882–1949)
- Harald Wägner (1885–1925)
- Ria Wägner (1914–1999)
- Per Wästberg (1933–)

## Y
- Anna-Maria Ytterbom (Leif Holmstrand) (1972–)

## Z
- Carl von Zeipel (1793–1849)
- Tore Zetterholm (1915–2001)
- Hasse Zetterström (1877–1946)
- Emil Zilliacus (1878–1961)

## Å
- Erik Ågren (1924–2008)
- Gösta Ågren (aki viszont finn származású volt, de svédül írt) (1936–2020)
- Leo Ågren (1928–1984)
- Sonja Åkesson (1926–1977)

## Ö
- Jenny Maria Ödmann (1847–1917)
- Samuel Ödmann (1750–1829)
- Bruno K. Öijer (1951–)
- Victor Emanuel Öman (1833–1904)
- Linda Örtenblad (1972–)
- Klas Östergren (1955–)
- Anders Österling (1884–1981)